# UBP-302
UBP-302は、非常に選択性の高いカイニン酸受容体のアンタゴニストで、多くの神経過程の研究に用いられる。生体外でもマイクロモルの濃度で作用を持ち、受容体のGluR5サブユニットを特異的に標的にする。この化合物はブリストル大学で開発された。Tocris等の企業で商業的に生産されている。